# Вишнёвый слизистый пилильщик
Вишнёвый слизистый пилильщик (лат. Caliroa cerasi) — вид перепончатокрылых из семейства настоящих пилильщиков, повреждающих листья, вредит в основном косточковым породам, особенно вишне, иногда груше.

## Описание
Взрослый пилильщик блестяще-чёрного цвета, с двумя парами прозрачных, слегка затемнённых крыльев. Длина тела 4—6 мм. Размах крыльев 8—9 мм. Личинка зеленовато-жёлтой окраски, длиной до 10 мм, покрыта чёрной слизью, передняя часть тела заметно утолщена.

## Жизненный цикл
Зимуют личинки в почве под кроной дерева, в земляных коконах. Весной личинки окукливаются. В июле вылетают взрослые насекомые и откладывают на кожицу нижней стороны листа бледно-зеленоватые удлинённые яички. Вылупившиеся из яиц личинки начинают питаться мякотью листьев и, достигнув последнего этапа развития, в сентябре уходят в почву на зимовку. Личинки соскабливают ткани с верхней стороны листьев, после чего листья засыхают.

## Распространение
Распространён в Европе, Азии, Китае, Японии, Северной и Южной Америке, Северной и Южной Африке, Австралии, Новой Зеландии.